# ワイルド・ビースツ
ワイルド・ビースツ (Wild Beasts) は、イギリス北部ケンダル出身の4人組インディー・ロックバンドである。2006年11月に初のシングル「Brave Bulging Buoyant Clairvoyants」をリリースし、その後、名門ドミノ・レコーズと契約を結んでいる。
これまでにリリースした4枚のアルバムはいずれも批評家筋からは高い評価を受けており、メタクリティックによると『リンボ、パント』(2008年)は、17の批評媒体から平均で100点満点中79点、『トゥー・ダンサーズ』(2009年)は、19の媒体から83点、『スマザー』(2011年)は、28の媒体から85点、『プレゼント・テンス』(2014年)は、27の媒体から86点をそれぞれ獲得している。また『トゥー・ダンサーズ』は2010年のマーキュリー賞にノミネートした。
2017年9月25日、解散を発表。EP『Punk Drunk & Trembling』を10月20日にリリース。2018年2月16日には、ライブ・アルバム『Last Night All My Dreams Came True』をリリースしている。5枚のスタジオ・アルバムからの各曲をフィーチャーした3回の最終公演が行われ、バンドは2018年2月に活動を終了した。

## メンバー
- ヘイデン・ソープ (Hayden Thorpe) - ボーカル、ギター、ベース、キーボード
- ベン・リトル (Ben Little) - ギター、キーボード
- トム・ フレミング (Tom Fleming) - ベース、ボーカル、ギター、キーボード
- クリス・タルボルト(Chris Talbot) - ドラム、ボーカル

## ディスコグラフィ

### スタジオ・アルバム
- 『リンボ、パント』 - Limbo, Panto (2008年)
- 『トゥー・ダンサーズ』 - Two Dancers (2009年) ※全英68位
- 『スマザー』 - Smother (2011年) ※全英17位[7]
- 『プレゼント・テンス』 - Present Tense (2014年) ※全英10位[8]
- 『ボーイ・キング』 - Boy King (2016年) ※全英9位[8]

### ライブ・アルバム
- Last Night All My Dreams Came True (2018年)

### EP
- Wild Beasts (2004年)
- Esprit De Corps (2005年)
- All Men (2005年)
- Reach A Bit Further (2011年)
- Punk Drunk & Trembling (2017年)